# Eotetranychus ulmicola
Eotetranychus ulmicola är en spindeldjursart som beskrevs av Reck 1948. Eotetranychus ulmicola ingår i släktet Eotetranychus och familjen Tetranychidae. Inga underarter finns listade i Catalogue of Life.